# Robert Betts Laughlin
Robert Betts Laughlin, ameriški fizik, * 1. november 1950, Visalia, Kalifornija, ZDA.
Laughlin je profesor fizike in uporabne fizike Anne T. in Roberta M. Bassa na Univerzi Stanford. Skupaj s Horstom Ludwigom Störmerjem z Univerze Columbia in Danielom Cheejem Tsuijem z Univerze Princeton je leta 1998 prejel Nobelovo nagardo za fiziko za njihovo razlago ulomljenega kvantnega Hallovega pojava.
Leta 1983 je Laughlin prvi podal valovno funkcijo za več teles, sedaj znano kot Laughlinova valovna funkcija, za ulomljeni kvantni Hallov pojav, s katero je bilo moč pravilno opisati ulomljeni električni naboj, opazovan v poskusih. To stanje so od tedaj interpretirali kot celoštevilski kvantni Hallov pojav sestavljenega fermiona.

## Življenje
Diplomiral je leta 1972 iz matematike na Univerzi Kalifornije v Berkeleyju, doktoriral pa leta 1979 iz fizike na Tehnološkem inštitutu Massachusettsa (MIT). Leta 1980 se je strokovno izpopolnjeval pri Cardillu v Bellovih laboratorijih. Med letoma 2004 in 2006 je bil 12. predsednik Korejskega naprednega inštituta za znanost in tehnologijo (KAIST) v Tedžonu, Južna Koreja.

## Pogled na spremembe podnebja
Laughlinov pogled na spremembe podnebja upošteva njihovo pomembnost, vendar je prihodnost nemogoče spremeniti.

### Klimatsko/geološki proces okrevanja
»Na časovnih lestvicah, pomembnih ki je zanj pomemben, Zemlji ni mar za nobeno od teh vlad ali njihovo zakonodajo. Ni pomembno ali izklopite klimatsko napravo, hladilnik in televizor. Zemlja namerava v približno tisočletju raztopiti večino tega ogljikovega dioksida v svoje oceane, koncentracija v ozračju pa bo nekoliko višja od današnje. Več deset tisočletij po tem ali morda stotine se bo nato odvečni ogljikov dioksid počasi prenašal v zemeljske kamnine, ko se bodo sčasoma nivoji v morju in zraku vrnili na stanje, kakršno je bilo, preden so ljudje prišli na prizorišče. Proces bo s človeške perspektive trajal celo večnost, vendar bo to le kratek trenutek geološkega časa.«

### Vsak poskus upočasnitve porabefosilnih goriv
»pustite končni rezultat popolnoma enak: vse fosilno gorivo, ki je bilo nekoč v tleh, je zdaj v zraku in nobeno ne ostane zgorelo.«

### Energetska prihodnost
»Geološki zapis, kot ga poznamo, torej kaže, da je podnebje bistveno večja stvar kot energija. Nabava energije je stvar inženiringa in ohranjanja prižganih luči v okoliščinah, ki bodo sčasoma verjetno postale še težje. Na drugi strani pa so podnebne spremembe stvar geološkega časa, ki jih Zemlja rutinsko počne sama, ne da bi koga prosila za dovoljenje ali pojasnjevala samo sebe ... Daleč od tega, da bi bila škodljiva za zemeljsko podnebje, morda civilizacija ne bo mogla preprečiti nobene od teh strašnih sprememb, ko se bo Zemlja odločila, da jih naredi ... Geološki zapisi kažejo, da nas podnebje ne bi smelo preveč skrbeti, ko se zazremo v energetsko prihodnost, ne zato, ker je nepomembno, ampak zato, ker nanj ne moremo vplivati.«

## Priznanja

### Častni naslovi in nagrade
- nagrada Ernesta Orlanda Lawrencea za fiziko – 1984
- nagrada za kondenzirano snov Oliverja E. Buckleyja – 1986
- članstvo Ameriškega fizikalnega društva - 1986
- članstvo Nacionalne akademije znanosti ZDA – 1994
- medalja Benjamina Franklina za fiziko Franklinovega inštituta – 1998
- Nobelova nagrada za fiziko – 1998
- nagrada zlate plošče Ameriške akademije dosežkov – 1999[8]
- častni doktorat znanosti, Univerza Marylanda – 2005
- Onsagerjeva medalja – 2007

## Izbrana dela
Laughlin je leta 2005 objavil knjigo z naslovom Različno vesolje: Ponovno izumljanje fizike od zgoraj navzdol (A Different Universe: Reinventing Physics from the Bottom Down). V njej razpravlja o emergentnosti kot nadomestilu za redukcionizem poleg splošnega komentarja o spornih vročih temah.
- Laughlin, Robert Betts (2005), A Different Universe: Reinventing Physics from the Bottom Down, Basic Books, ISBN 978-0-465-03828-2 (Španski prevod: Un universo diferente. La reinvención de la física en la Edad de la Emergencia, Buenos Aires/Madrid, Katz editores, 2007, ISBN 978-84-935432-9-7).
- Laughlin, Robert Betts (2008), The Crime of Reason: And the Closing of the Scientific Mind, Basic Books, ISBN 978-0-465-00507-9 (Španski prevod: Crímenes de la razón. El fin de la mentalidad científica, Buenos Aires/Madrid, Katz editores, 2010, ISBN 978-84-96859-68-5).
- Mente y materia. ¿Qué es la vida? Sobre la vigencia de Erwin Schrödinger (skupaj z Michael R. Hendrickson; Robert Pogue Harrison in Hans Ulrich Gumbrecht), Buenos Aires/Madrid, Katz editores, 2010, ISBN 978-84-92946-12-9.
- Laughlin, Robert Betts (2013), Powering the Future: How We Will (Eventually) Solve the Energy Crisis and Fuel the Civilization of Tomorrow, Basic Books, ISBN 9780465022205